# Derek Trucks
Derek Trucks (n. Jacksonville, Estados Unidos, 8 de junio de 1979) es un guitarrista y compositor estadounidense. Ganador de un Premio Grammy, es miembro de The Allman Brothers Band, además de poseer su propia banda, The Derek Trucks Band, fundada por él a la edad de 15 años. Está considerado como uno de los más inspirados guitarristas de guitarra slide de la actualidad.
Comenzó a destacar como guitarrista a muy corta edad, y a los 12 años ya había trabajado con algunos de los grandes nombres de la música americana, como Buddy Guy o The Allman Brothers Band. Con estos últimos estuvo de gira varios años antes de convertirse en miembro oficial de la banda en 1999.
Ese mismo año conoció a la cantante de blues Susan Tedeschi, con la que se casó dos años más tarde. 
La Tedeschi Trucks Band fue fundada en 2010 después de que Derek Trucks y Susan Tedeschi decidieran fusionar sus respectivas bandas, para pasar más tiempo juntos con sus hijos y trabajar juntos en el estudio de grabación de su casa. Derek Trucks y Susan Tedeschi habían hecho una gira juntos en 2007 bajo el nombre Derek Trucks & Susan Tedeschi's Soul Stew Revival con canciones de sus trayectorias en solitario, mientras que la Tedeschi Trucks Band se ha focalizado en tocar canciones originales.
A finales de 2009 después de anunciar un descanso en la actividad de la Derek Trucks Band y la Susan Tedeschi Band,2 la pareja comenzó a componer nuevo material, trabajando en su estudio casero en Jacksonville con músicos amigos de su entorno. Su primer concierto tuvo lugar el 1 de abril de 2010 en el Savannah Music Festival y después el grupo tocó en el Eric Clapton's Crossroads Guitar Festival, el Fuji Rock Festival y otros festivales y conciertos.
Es sobrino del fallecido Butch Trucks, quien fuera baterista y miembro fundador de la Allman Brothers Band.